# 691
سنة 691 م كانت سنة بسيطة تبدأ يوم الأحد (الرابط يظهر نموذج التقويم الكامل للسنة) من التقويم اليولياني. بدأت تسمية السنة ب691 منذ العصور الوسطى المبكرة، عندما أصبح تقويم أنو دوميني هو الأسلوب السائد في أوروبا لتسمية السنوات.

## أحداث
انتصار عبد الملك بن مروان على مصعب بن الزبير وولادة هشام بن عبد الملك في نفس السنة

## مواليد
- هشام بن عبد الملك
- يوسف بن عبد الرحمن الفهري

## وفيات
- إبراهيم بن الأشتر النخعي
- مصعب بن الزبير